# Wojciech Burek
Wojciech Szymon Burek (ur. 1979) – polski prawnik, doktor nauk prawnych specjalizujący się w prawie praw człowieka, prawie antydyskryminacyjnym, prawie migracyjnym oraz prawie dyplomatycznym i konsularnym. Pracuje jako adiunkt w Instytucie Europeistyki Uniwersytetu Jagiellońskiego. Od 2014 r. redaktor naczelny rocznika „Problemy Współczesnego Prawa Międzynarodowego, Europejskiego i Porównawczego”.

## Życiorys
Jest absolwentem I LO w Sandomierzu. Ukończył studia magisterskie na Wydziale Prawa i Administracji Uniwersytetu Jagiellońskiego (2004). W latach 2000–2005 studiował również socjologię w Instytucie Socjologii Uniwersytetu Jagiellońskiego. Jest absolwentem Szkoły Praw Człowieka organizowanej przez Helsińską Fundację Praw Człowieka (edycja XXIII, 2004) oraz Szkoły Prawa Amerykańskiego organizowanej przez Wydział Prawa i Administracji UJ oraz Columbus School of Law, Catholic University of America, Washington DC (2004).
Doktorat w zakresie nauk prawnych uzyskał w 2008 r. na podstawie pracy pt. „Zastrzeżenie do traktatów z dziedziny ochrony praw człowieka”.
Był stypendystą m.in. Ministerstwa Nauki i Szkolnictwa Wyższego (stypendium dla młodych wybitnych naukowców w l. 2014-2017), Ambasady Kanady (Faculty Research Program: Understanding Canada), Goethe-Institut Kraków, Tokio Foundation (The Ryoichi Sasakawa Young Leaders Fellowship).
Jest autorem, współautorem i redaktorem kilkudziesięciu publikacji naukowych.

## Nagrody
Nagroda im. Stanisław Kutrzeby w dziedzinie ochrony praw człowieka w Europie – fundatorzy: Universität Heidelberg oraz Max-Planck-Institut für ausländisches öffentliches Recht und Völkerrecht (2006).
Nagroda im. prof. Manfreda Lachsa za najlepszą książkę z dziedziny prawa międzynarodowego publicznego wydaną w 2012 r. (kategoria debiut) – monografia pt. Zastrzeżenie do traktatów z dziedziny ochrony praw człowieka, IW EuroPrawo 2012.

## Wybrane publikacje
- Reservations and Declarations under the Istanbul Convention, [w:] J. Niemi, L. Peroni, V. Stoyanova (red.), International Law and Violence Against Women: Europe and the Istanbul Convention, Routledge 2020. [s. 277-295]
- Zakres podmiotowy ustawy o Karcie Polaka, Państwo i Prawo, Nr 10/2019 [s. 23-40]
- Family reunification regulations and women – the perspective of international law, Polish Yearbook of International Law, Vol. XXXVI (2016) [s. 83-108]
- P. Czubik, W. Burek (red.), Sukcesja do umów międzynarodowych a ewentualna niepodległość Kurdystanu (z perspektywy dwustronnych umów iracko-polskich), Kraków: Zyiad Raoof-Biuro Pełnomocnika Rządu Regionalnego Kurdystanu, 2016. [s. 140]
- Prawa niederogowalne a zagadnienie hierarchii praw człowieka – perspektywa prawnomiędzynarodowa, Przegląd Sejmowy 4/2015 [s. 55-66]
- W. Burek, P. Czubik (red.), Polskie prawo konsularne w okresie zmian, Warszawa: Ministerstwo Spraw Zagranicznych, 2015. [s. 215]
- P. Czubik, W. Burek (red.), Wybrane zagadnienia współczesnego prawa konsularnego (z perspektywy prawa i praktyki międzynarodowej oraz polskiej), Kraków: Instytut Multimedialny, 2014. [s. 307]
- Zastrzeżenia do traktatów z dziedziny ochrony praw człowieka, Warszawa: Instytut Wydawniczy EuroPrawo, 2012. [s. 378]